# Gregor Mackintosh

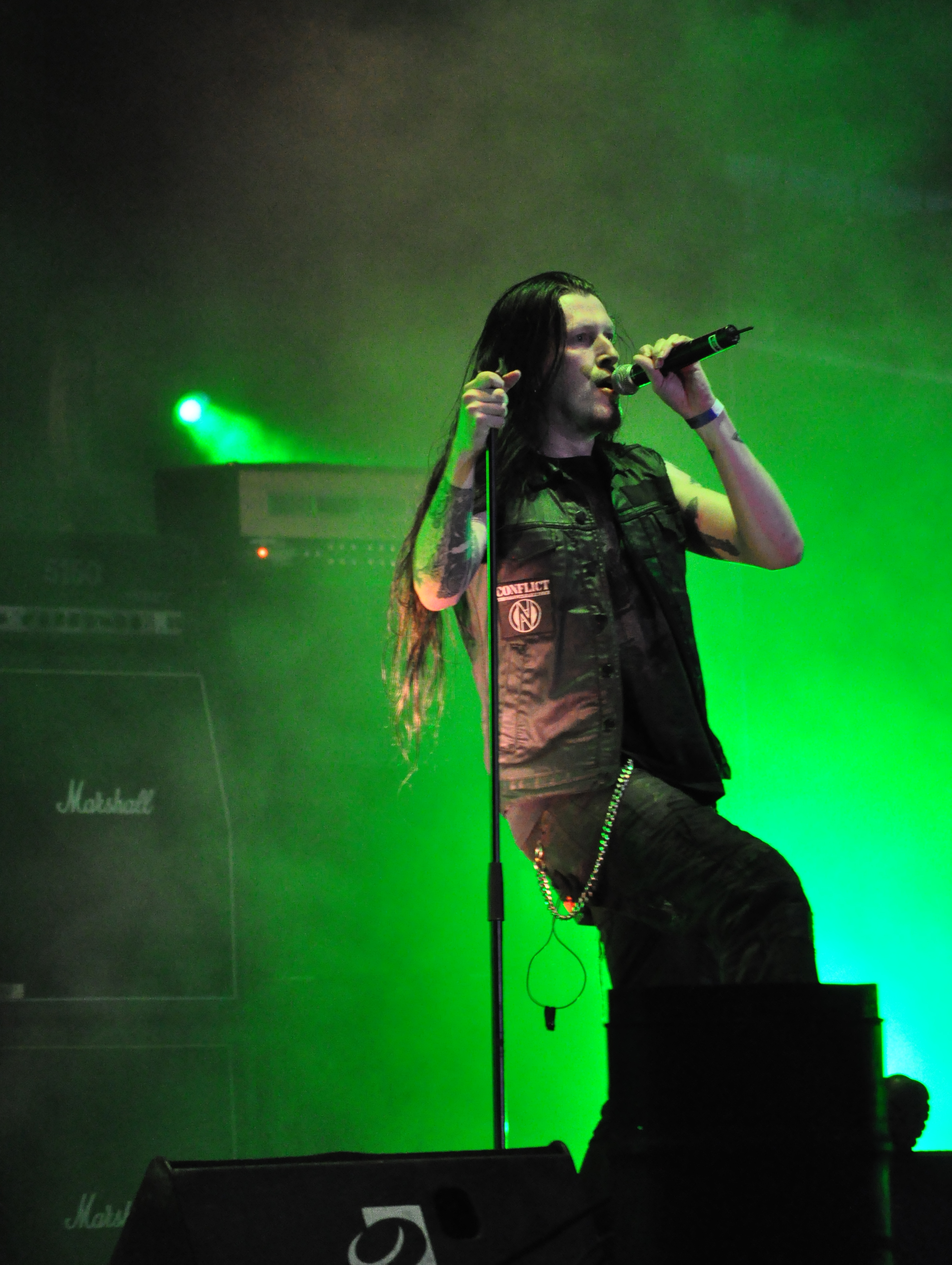
Mackintosh in 2012

Gregor Mackintosh(20 juni 1970)  is een Britse gitarist en componist. Hij is met name bekend als gitarist van de metalband Paradise Lost.
Mackintosh richtte in 1988 Paradise Lost op, samen met zanger Nick Holmes, gitarist Aaron Aedy en bassist Steve Edmondson.
Mackintosh is linkshandig. Hij woont in York.
In 2010 richtte hij de band Vallenfyre op als eerbetoon aan zijn vader die overleed in december 2009.
- Gemeinsame Normdatei: 134847512
- International Standard Name Identifier: 0000 0003 7780 865X
- MusicBrainz: 1d82791c-f3b0-4695-985a-35a3f6c7a014
- Nationale Bibliotheek van Tsjechië: xx0088112
- Virtual International Authority File: 254978990
- WorldCat: E39PBJgRVF96KdxrDJTdKTD8YP